# Joanna Jonscher-Witt
Joanna Jonscher-Witt (ur. 1902 w Białej Cerkwi na Ukrainie jako Halina Konopacka, zm. 1982 w Warszawie) – polska malarka związana z Bydgoszczą.
Była żoną znanego lekarza Józefa Jonschera (był lekarzem wojskowym). W 1926 r. przeprowadziła się wraz z mężem z Suwałk do Bydgoszczy. W listopadzie 1939 r. zostali wysiedleni przez nazistów, powrócili do Bydgoszczy w 1945 r.

## Malarstwo
Malować Halina (Joanna Witt) zaczęła pod koniec lat 50 XX wieku. Nie ukończyła żadnej szkoły plastycznej, jej obrazy spotkały się z wysoką oceną znawców (Osęka, Iwaszkiewicz, Kałużyński). Były wystawiane  w różnych miastach Polski, oraz za granicą. Po długich zabiegach, uzyskała status artysty malarza (członek ZPAP). Jej obrazy znajdują się w zbiorach Galerii Miejskiej w Bydgoszczy oraz u osób prywatnych.